# Linlithgow (circonscription du Parlement d'Écosse)
Linlithgow dans le Linlithgowshire était un Burgh royal qui a élu un Commissaire au Parlement d'Écosse et à la Convention des États.
Après les Actes d'Union de 1707, Linlithgow, Lanark, Peebles et Selkirk ont formé le district de Linlithgow, envoyant un membre à la Chambre des communes de Grande-Bretagne.

## Liste des commissaires de burgh
- 1661–63: Andro Glen, marchand, provost [1]
- 1665 convention: Robert Stewart, provost [2]
- 1667 convention, 1669–74, 1678 convention: Robert Milne, marchand, provost  [3]
- 1685–86: Alexander Milne [4]
- 1689 convention, 1689–98: William Higgins, bourgeois marchand (a démissionné pour entrer dans l'Église vers 1699) [5]
- 1700–02, 1702–07: Walter Stueart de Pardovein, ancien provost [5],[6]